# Морско свинче
Морското свинче (Cavia porcellus) е вид гризач от семейство Свинчета, род Морски свинчета (Cavia).

## История
Морското свинче води началото си от Андите и ранни изследвания са показали, че то е опитомен потомък на близки до неговия вид дребни гризачи като Cavia aperea, Cavia fulgida, Cavia tschudii. Морското свинче във вида, в който ние го познаваме не живее в дивата природа. Морското свинче има важна роля в културата на местните южноамерикански племена, особено като източник на храна, в традиционната медицина и в религиозните церемонии на хората от тези земи.
В западния свят морското свинче се радва на широка популярност като домашен любимец още от момента, в който е било донесено през XVI век от търговци в Европа. Тяхната покорност, податливостта им към човешки контакт и относително лесните грижи, които изискват, им отреждат постоянно място като едно от най-популярните домашни животинчета.
Морското свинче е опитомено за първи път около 5000 г. пр.н.е. от племена в региона на Андите в Южна Америка, като източник на храна. В днешни дни това са южните територии на Колумбия, Еквадор, Перу и Боливия. Испански, холандски и английски търговци пренасят морското свинче в Европа, където то придобива популярност като екзотично животно сред богатите класи и кралските родове, включително семейството на кралица Елизабет I. Морското свинче е описано за първи път в Западния свят през 1554 г. от швейцарския биолог Конрад Геснер.
Cavia Porcellus не се намира в естествения си вид в дивата природа. По всяка вероятност то е потомък на близък вид свинчета, които могат лесно да бъдат открити в различни територии на Южна Америка. Дивите свинчета живеят в тревисти равнини и се движат на стада, хранейки се с трева или друга растителност. Те са социални животни, които в диво състояние живеят на малки групи от няколко женски, един мъжки и млади свинчета. Тъй като свинчетата в природата не си изравят хралупи, често те намират укритие в хралупи на други животни или пролуки и тунели, образувани от растенията. Те са най-активни по време на зазоряване и привечер, когато е най-трудно да бъдат забелязани от хищници.

## Етимология
Видовото име porcellus означава „малко прасенце“ на латински. Морските свинчета са пренесени от Джеймс Кук през море и заради това се казват „морски“, а се наричат свинчета, заради специфичните звуци, които издават, наподобяващи грухтене.

## Отглеждане
В зоомагазините се предлага сравнително богат избор на морски свинчета от различни раси и с различни цени. При покупката е добре да се посъветвате със самия търговец. Той ще ви запознае с особеностите на храненето и грижите и ще ви препоръча подходяща клетка. Трябва да бъдете внимателни, защото веднъж взето, морско свинче не може да бъде върнато обратно. Ако сте убедени, че всичко е наред с животното, което сте избрали, то без колебание пристъпете към покупка. Когато го избирате, проверявайте дали е здраво, като първо слушате дишането му, като си сложите носа му до ухото си. Най-добре морското свинче да бъде на възраст между 4 седмици и 1 година. Тогава то се адаптира бързо и лесно се опитомява. Минималното тегло на едно малко морско свинче е 300 грама. Не се отчайвайте, ако морското свинче е по-голямо от една година: опитомяването и възпитанието при възрастните морски свинчета също е възможно, макар и по-трудно. А при една продължителност на живота от 6 до 8 години, като са известни случаи на „дълголетници“, достигнали до 16 години, то първата година играе незначителна роля.

## Домът на морското свинче
Не ги отглеждайте в аквариум, защото няма достатъчно проветрение и въздух. Оптималният вариант от гледна точка на човека, който ще почиства клетката, е тя да бъде с подвижна основа и покрив, който лесно се отваря. Материалът, от който е изработена клетката, трябва да е устойчив на гризане – усилената работа на здравите зъби, които притежават свинчетата, освен разрушаване на клетката, може да доведе до стомашни проблеми. Обзавеждането включва малка къщичка, поилка, хранилка и креда, за да си точи зъбите. За големината на клетката важи следното правило: колкото по-голяма, толкова по-добре. За едно морско свинче минималните размери са следните: 40 x 80 cm или 60 x 60 cm. За две или три животни е необходима клетка с размери: 50 x 100 cm или 90 x 90 cm.

## Породи
Познати са около 11 породи морски свинчета, като цветовете и цветовите комбинации са изключително много. Разликата между породистите екземпляри и кръстоските е, че първите имат кръгла глава със „стърчащи“ уши, късо компактно тяло и здрави зъби. Селекцията на морските свинчета продължава вече доста десетилетия, така че днес трудно бихме се изненадали с някоя нова и непозната порода. Породните белези са най-различни за невероятното количество познати и изучени морски свинчета.
- Гладкокосмест – 2 – 3 см дълга, гладка и блестяща козина, без розетки
- Крестед – късо и лъскаво окосмяване, розетка на челото, корона (венец)
- Английски Крестед – късо и лъскаво окосмяване, корона в телесен цвят
- Американски Крестед – късо и лъскаво окосмяване, бяла корона,”цветно” тяло
- Розета – буйно окосмено свинче с около 3 – 5 см дълги и здрави косми. Налице са най-малко 8 розети по тялото на морското свинче:2 върху хълбоците, 2 на предните лапички, 4 по средата на тялото, 2 върху раменете.
- Рекс – мутация, възникнала в Англия, 2 см дълги и кръгли косми, много еластична кожа
- Теди – раса, произхождаща от Америка, по външните белези много трудно се различава от рекса
- Перуански – дългокосместо животно с 2 розети на хълбоците, понеже космите са дълги и свободно падат настрани прилича на пони, на което липсва главата
- Шелти – дългокосместо свинче без спирали и розети, главата е късо окосмена
- Короновано – дългокосместо животно без спирали и с розетка на челото и корона
- Тексел – дълго къдраво окосмяване, много еластична козина, на главата с къси косми
- Алпака – дълго къдраво окосмяване с две розети на хълбоците
- Мериносово – дълго къдраво окосмяване с розета на челото и корона
- Сатен – красиви лъскави косми, които придават гланц на козината и всевъзможни нюанси на тъмните цветове. Животното е податливо на болести и простуди. „Сатененият фактор“ може да се комбинира с всякя раса или цвят. При развъждането трябва да се внимава „сатенено свинче“да не се кръстосва с друг „сатен“ или с „носител на сатен“.

## Цветове на морски свинчета
- Агути – чрез характерна промяна на отделните косми възниква животно с такова оцветяване; което задоволява прищевките на всеки колекционер. Сребърният агути е с черна космена основа на сребристосиви нишки
- Златен Агути – черен с кестеново-червени нишки
- Сив Агути – черен с жълти нишки
- Оранжев Агути –шоколадов (чернокафяв) с оранжевочервени нишки
- Крем Агути – шоколад с „кремови“ нишки
- Цинамон Агути – шоколад със сребристобели нишки
- Салм Агути – мишо сиво с оранжеви нишки

Едноцветни морски свинчета
- Чернокафяви – черно, наситено черни до основата на косъма, с тъмни очи и черни уши.
- Шоколад – много тъмно кафяво с пламтящи очи (тъмни очи с червеникав блясък), кафеникави уши
- Тъмномишо сивосиньо – с тъмни пламтящи очи и възможно тъмни уши
- Светломишо сиво – с червени очи и уши с цвят на „месо“
- Мляко с кафе – с червени очи и уши с цвят на „месо“
- Червеножълтис
- Червено – кестеново червено с тъмни очи и черни уши
- Златисто – топъл оранжево златист тон, с червени очи и уши с цвят на „месо“
- Сафран – топъл жълтозлатист тон, с червени очи и уши с цвят на „месо“’’
- Жълто – с тъмни очи и уши с цвят на „месо“
- Крем – като пясък, с тъмни очи и уши с цвят на „месо“’’
- Бяло – с тъмно или червени очи и уши с цвят на „роза“

## Описание на морските свинчета
- Холандец – цветен образец на бяла основа
- Хималаец – бяло животно с тъмни части на тялото като сиамска котка
- Шилдпад – черна или червена козина по подобие на шахматна дъска
- Бял Шилдпад – черна, червена или бяла козина по подобие на шахматна дъска
- Бринде – черно или червено окосмяване в съотношение 1:1 по цялото тяло
- Шимел – цветни или бели косми в съотношение 1:1 по цялото тяло, главата и лапите
- Далматинец – цветни ивици върху бяло тяло, главата е с отделен цвят, цветни лапички.

Съществуват още много двуцветни, трицветни и т.н. морски свинчета

## Бременност
Свинчетата са полово зрели още след 1-ия месец от живота си. Тогава задължително се разделят мъжките от женските свинчета.
Женските морски свинчета трябва да забременяват от 5 до 12 месец, след тази възраст не е полезно женските да раждат. Ако майката тежи по-малко от 500 грама или е по-млада от посочената възраст: има възможност за проблеми с раждането.
Разгонването при женската се повтаря всеки 14 до 17 дни и трае само един ден. След 60 до 72 календарни дни тя ражда от едно до 5 свинчета, най-често 2 или 3. По време на бременността морските свинчета могат да бъдат агресивни, но е добре последните няколко дни да се осигури спокойствие на майката. След като роди, тя почиства малките от кръвта и доста често изяжда и постелката наоколо, затова е добре да я оставите да е напълно спокойна в този момент. Новородените са покрити с козина и веднага отварят очи. Те имат дори зъби и могат да се хранят сами, но все пак е препоръчително поне в началото да приемат и майчино мляко. Започват да ядат твърда храна (гранули и семена) след 3-ия ден от раждането си.